# سایوز تی‌ام-۳۳
سایوز-تی‌ام-۳۳ (به روسی: Союз )(به معنای اتحاد) یک مأموریت پشتیبانی و سرنشین دار سازمان ملی فضانوردی روسیه به سمت ایستگاه فضایی بین‌المللی محسوب می‌شود.

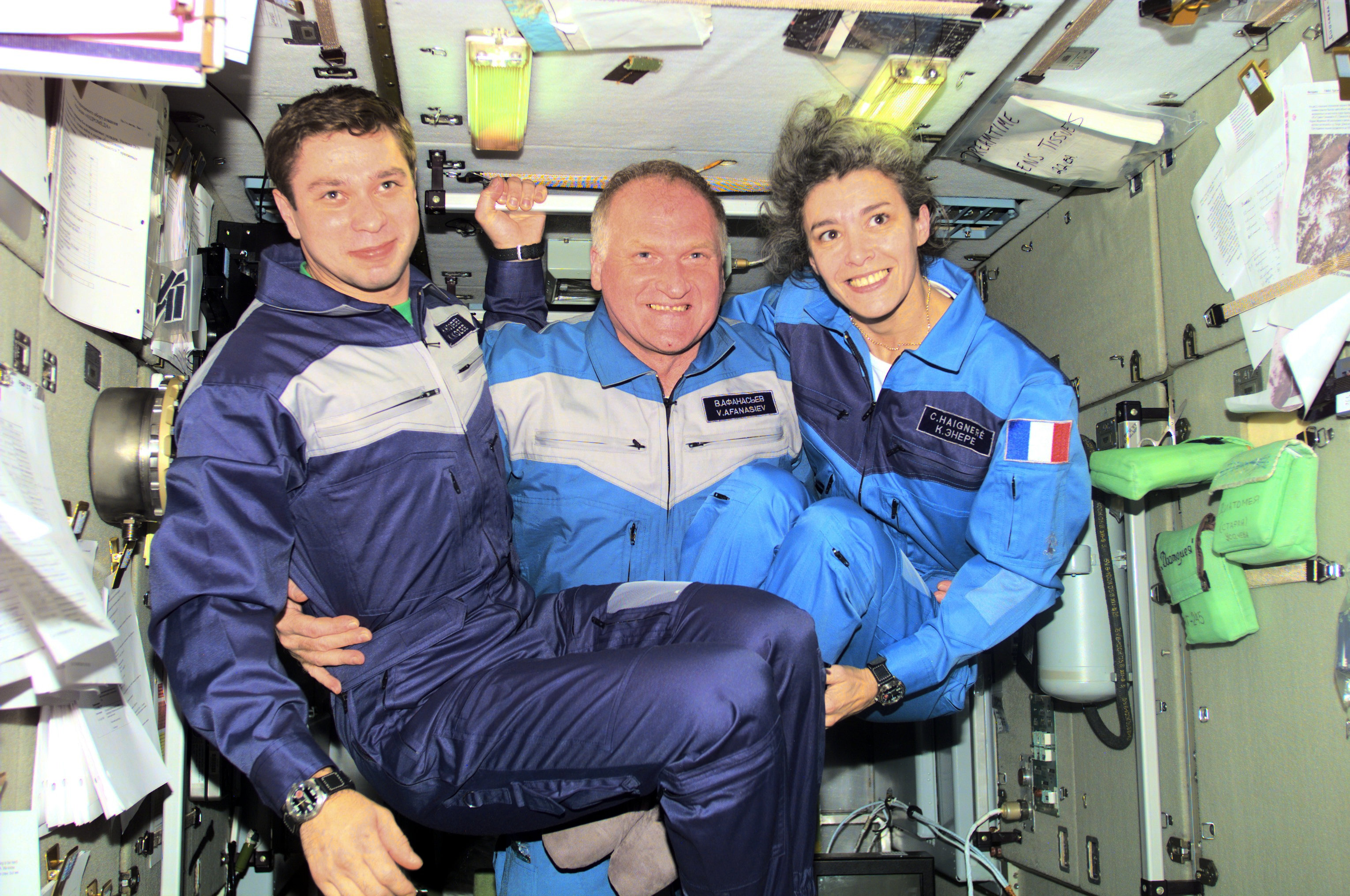
فضانوردان سایوز تی‌ام-۳۳ در داخل ایستگاه فضایی بین‌المللی

## خدمه مأموریت
| شماره | نام                         | ملیت   | تعداد پرواز | نقش عملیاتی | تصویر |
| ۱     | ویکتور میخائیلوویچ آفاناسیف | روسیه  | ۴           | فرمانده     |       |
| ۲     | کلودی انیره                 | فرانسه | ۲           | مهندس پرواز |       |
| ۳     | کنستانتین کوزیف             | روسیه  | ۱           | مهندس پرواز |       |